# Gil & Jorge: Ogum, Xangô
"Gil & Jorge: Ogum, Xangô" é um álbum duplo gravado e lançado em 1975 pelos músicos brasileiros Jorge Ben Jor e Gilberto Gil, através da gravadora Philips Records, sendo o sétimo álbum de estúdio de Gil e o décimo segundo de Jorge. O álbum é famoso pelo seu experimentalismo (das 9 faixas do LP, 4 têm mais de 10 minutos) e pelo improviso dos dois artistas que interagem entre si durante todo o disco. Contém apenas quatro canções inéditas ("Meu Glorioso São Cristóvão", "Jurubeba", "Filhos de Gandhi" e "Sarro"), sendo o resto composto por regravações: "Nega", que apareceu no álbum auto intitulado de 1971, e "Essa É pra Tocar no Rádio", que seria lançada dali alguns meses no disco Refazenda, pelo lado de Gil; e "Quem Mandou (Pé na Estrada)", lançada por Wilson Simonal em 1973, "Taj Mahal" e "Morre o Burro, Fica o Homem", lançadas no álbum Ben de 1972. O álbum foi relançado em CD em 1992, pela Verve Records.

## Faixas
| Lado A |                              |                |         |  |
| N.º    | Título                       | Compositor(es) | Duração |  |
| 1.     | "Meu Glorioso São Cristóvão" | Jorge Ben Jor  | 8:16    |  |
| 2.     | "Nega"                       | Gilberto Gil   | 10:34   |  |

| Lado B |                               |                |         |  |
| N.º    | Título                        | Compositor(es) | Duração |  |
| 1.     | "Jurubeba"                    | Gilberto Gil   | 11:37   |  |
| 2.     | "Quem Mandou (Pé na Estrada)" | Jorge Ben Jor  | 6:51    |  |

| Lado C |                               |                |         |  |
| N.º    | Título                        | Compositor(es) | Duração |  |
| 1.     | "Taj Mahal"                   | Jorge Ben Jor  | 14:42   |  |
| 2.     | "Morre o Burro, Fica o Homem" | Jorge Ben Jor  | 6:03    |  |

| Lado D |                             |                              |         |  |
| N.º    | Título                      | Compositor(es)               | Duração |  |
| 1.     | "Essa É pra Tocar no Rádio" | Gilberto Gil                 | 6:19    |  |
| 2.     | "Filhos de Gandhi"          | Gilberto Gil                 | 13:03   |  |
| 3.     | "Sarro"                     | Gilberto Gil / Jorge Ben Jor | 1:23    |  |

## Recepção da crítica
| Críticas profissionais | Críticas profissionais |
| Avaliações da crítica  | Avaliações da crítica  |
| Fonte                  | Avaliação              |
| ---------------------- | ---------------------- |
| Allmusic               | [ 1 ]                  |

O álbum é, hoje, visto como um disco contendo excelente música, contendo performances de Gil e Jorge nos seus picos de criatividade, e como sendo um álbum experimental e minimalista ao mesmo tempo (contendo performances primariamente acústicas, com exceção de baixo elétrico em algumas faixas), sendo considerado por John Bush do Allmusic como altamente ritmico e com ligações a antigas tradições populares brasileiras.

## Músicos
Participações retiradas das páginas Allmusic e Discos do Brasil:
- Jorge Ben Jor - Voz e violão
- Gilberto Gil - Voz e violão
- Wagner Dias - Baixo
- Djalma Corrêa - Percussão

## Ficha Técnica
Ficha retirada das páginas Allmusic e Discos do Brasil:
- Produção: Paulinho Tapajós e Perinho Albuquerque
- Direção de arte: Jorge Vianna
- Capa: Aldo Luiz e Rogério Duarte
- Fotos: João Castrioto
- Assistentes de gravação: Ary Cavalhães, Luís Cláudio Coutinho, João Moreira, Paulinho Chocolate, Jairo Gualberto

Remasterização:
- Responsável: Joaquim Figueira
- Engenheiro: Luigi Hoffer
- Textos: Gerald Seligman